# デカロン
『デカロン』（DEKARON）は、韓国のGameHiが開発し韓国・日本・中国等で運営されていたMMORPG。
日本国内でのサービスはゲームヤロウにより行われ、2010年10月にNEXONへ運営移管された。
キャラクターの派手なアクションと、攻撃があたったときに敵がノックバックすることによる連続攻撃など、戦闘におけるユーザーの爽快感を追求したタイトルとなっている。
無料によるオープンサービスが長らく行われていたが、2006年5月25日より基本プレイ料金無料・アイテム課金制に移行した。
2017年10月31日をもってサービスが終了された。
2021年9月9日よりブライブにて正式サービス開始。

## 日本でのサービス状況
- 2005年12月22日 - 日本モリア株式会社によるクローズドβテスト（2006年1月9日まで）。
- 2006年1月27日 - オープンサービス開始（オープンβテスト）。
- 2006年2月24日 - 日本の声優の音声を実装。
- 2006年3月23日 - アンジェラス（翼）システム、MP3プレーヤーシステム、デュエル (PvP) システム、新スキル、「呪われた迷宮」フィールド、新クエストを追加。
- 2006年5月25日 - 有料アイテムの販売開始。アイテム課金化。
- 2006年5月30日 - 第6の種族「バギ・ウォーリアー」実装。
- 2006年7月18日 - 日本モリアからNeoWiz Japanへ移管される。スープレックスは引き続きプロモーションを担当する模様。なお、この数日前に告知無しのパッチ配信があり、ゲーム起動画面にある日本モリアのロゴがNeoWizのものに変更されたが、同日中に再度パッチが配信され日本モリアのものに戻されるというトラブルがあった。
- 2006年7月25日 - クエスト依頼所システム、コスチューム（課金アイテム）、召喚獣アップグレードシステム、新スキルを追加。パイトン城が拡張される。
- 2006年10月11日 - NeoWiz Japanが運営するゲームポータルサイト「ゲームチュー」とDekaronのIDが統合される。だが、ID統合システムに不具合が発生し統合に失敗したユーザーが続出。それによりゲームを一時的にプレイ出来なくなったり、一部のIDではキャラクターが消滅するなど混乱が巻き起こった。現在は収束しつつある。またこの日から起動方法が変更され、公式サイトからログインしてクライアントを立ち上げる形式になった。
- 2007年10月23日 - 23時59分をもってNeoWiz Japan、ネットマーブルでのサービス終了。同時にゲームサーバークローズ、公式サイトは全ページでゲームヤロウへの移管の旨の案内文が告知される。
- 2007年10月24日 - 17時（予定では18時であった）にゲームヤロウ『デカロン』公式サイトリニューアル。同時にNeowizからのアカウント移管受付開始（ネットマーブルからの移管はシステム障害のため開始されなかった）、ゲームサーバーオープン。
- 2007年10月24日 - ネットマーブルからのアカウント移管開始。
- 2007年11月7日 - 超大型アップデート・新サーバー「Siz」オープン。
- 2008年3月5日 - 新MAP巡礼の空間、新課金アイテムペットなど実装。
- 2008年6月4日 - 遠征隊システム、オプション練成システム、PTvsPT（PVP）の実装。またセグナレに2つのスキルが追加されたほか各職のスキルも微調整された。
- 2010年10月27日 - ネクソンに運営移管。
- 2011年4月22日 - Action7.5 Update
- 2017年10月31日 - サービス終了
- 2021年 9月9日 - ブライブにより正式サービス開始。
- 2022年 8月26日 - DEKARON公式Discordサーバーを設立

## サーバ一覧
現在稼動している日本国内のサーバは2群3台。

### Hellion/Arch
- 1Server
- 2Server
- 3Server

過去に稼動していたサーバー群

### Zuto
2011年6月8日現在、稼動しているサーバー群。Hellion・sizが統合された。
- 1Server
- 2Server
- NONPK1（PK禁止サーバ）
- NONPK2（PK禁止サーバ）

### Hellion/Siz
- 1Server
- 2Server
- NONPK（PK禁止サーバ）

2007年5月30日のアップデートまでは「Server」という名称が使用されていたが、4channelが実装されたのと同時に名称が変更されている。NONPKは、経験値上昇やアイテムドロップ率上昇などのイベントでは対象外にされる事が多い。NonPKサーバー実装についてはユーザーの意見は未だ百出しており、公認PKであるMMOでの必要性に疑問を投げかけている。

## 世界観

### 背景となるストーリー
トリエステ大陸での人と神人との戦争は200年続き、古代の賢者カリジオは異界との門を開き異界の生命体の力を借りることでこの戦争を終結させることに成功する。
しかし門を開いたことで異界の門番「カロン」と異界の生物達のトリエステ侵略を許すこととなってしまう。
賢者カリジオは自分の死と引き換えにカロンを封印、異界の門を閉じることに成功するが、残った異界の化け物達はトリエステ大陸を蹂躙、全ての文明を滅亡させるまで破壊の限りを尽くした。これはグランドフォールと呼ばれるトリエステ大陸の滅亡となった。
グランドフォールを生き残った人々が「聖なる谷」箱舟アルカナに立てこもり長い年月が流れた。
大陸全土で異界の生物は減りつつあり、人間達はまた太陽の光を浴びることができるようになる。
しかし、危険はまだ去ったわけではなかった。異界の門番、カロンの復活である。封印が不十分であった為、カロンは消耗した力を集め再び異界の門を叩こうとしていた。
人間達はこれに対抗する為、新しい魔法と武器を開発しそれを扱う戦士達を集めはじめる。彼らは「カロン」（Karon）に抵抗する者、「デカロン」（Dekaron）と呼ばれた。

### 現在実装されている通常MAP
- アルデカ

PK不可。現在では、以前スタート地点として選ぶことができたブライケン城、ロア城にかわり、スタート地点に設定されている。
- ブライケン城
- ロア城

PK不可。ブライケン城の方がユーザ数は多い傾向にある。Server1のブライケン城は露店が非常に多く、買い物をするプレーヤーが多数おり活気がある。
- ノースアレス
- ノースモルト

PK不可。上記2つには訓練場と呼ばれるエリアがあり、入るにはクエストを進行している必要がある（～Lv20）。また、複数のプレイヤーでの入場が不可能であり、プライベートダンジョンと呼ばれる。
現在は両マップ共に消滅し、入場不可である。
- デネブ

PK不可。マップの南側は街になっており、街より北はモンスターが出現するエリアになっている。
- ノラク洞窟

PK可能。Lv40代から55のキャラクターの狩り場である。ユーザー間ではカレ部屋、右プール、左プール、プール下などと呼ばれる狩場がある。最近では中国人ユーザーがチートを使ってワープゲートにアクティブモンスターを大量に移動させ、一般ユーザーがワープしたときには既に死亡している、という状況もよくあり、低レベルのユーザーが入りにくくなっている傾向にもある。（2011年以降は見られなくなった）
- カストル洞窟

PK可能。Lv122以上の制限あり。Action8,Action9の同時実装前は、ノラク洞窟共々2層構造のダンジョンで、一部を除いて出現するモンスターは同じであった。現在カストル洞窟は、ドラコ砂漠の北東から入場が可能となっており、中にあるPDのような、いくつかの部屋にいるボスモンスターを討伐するMAPとなっている。
- ハイハーフ雪原

PK可能。マップの北側にパルカ神殿への入口があり、初心者から中級者まで幅広く活動できるフィールド。しかし、PKのメッカとしても有名である。マップ北西には、復讐の谷への入り口がある。
- パルカ神殿

PK不可。初心者から上級者まで、多数のプレイヤーの拠点になっている。帰還位置設定機能を、パルカ神殿に設定しているユーザーは多い。奥にあるモンスターが出現するエリアはLv20以上の制限あり。また奥のエリアにはボス部屋が6部屋あり、クエストを遂行することによってレアアイテムなどを手に入れる事が出来る。クエスト依頼所あり。
- 復讐の谷

PK可能。Lv37以上の制限あり。全体が雪に覆われているので雰囲気はハイハーフ雪原と似ている。マップの北東部に砦があり、そこでアイテム購入も出来る。もっと北へ行けば、クレスポへのゲートがある。
- クレスポ

PK可能。Lv48以上の制限あり。マップの北側に小さな街がある。大型のモンスターが出現するのが特徴的なフィールド。座標(88,88)での定点狩りは特に「88PT(パーティ)」と呼ばれる。しかし、最近ではMAP東にクレスポの宝というPD(プライベートダンジョン)ができ、普通に狩りをするユーザーも少し少なくなりつつある。1日クエスト、クエスト依頼所あり。
- レクィエス海辺

PK可能。Lv60以上の制限あり。フィールドの北にある通称「丘」と呼ばれるエリアには中ボスが2体、クエストに関連したボスモンスターが1体登場する。「丘」は、ドラコ砂漠同様、モンスターからの獲得経験値が低い。南側は海辺と呼ばれている。ヌンヴァイス神殿は現在消滅し、跡地だけ残されている。アクアリス、アバロン島、アキュライ廃墟への移動もここからできる。「丘」にクエスト依頼所あり。
- アバロン島

PK可能。Lv65以上の制限あり。レクィエス海辺から船に乗って移動出来る。中央部にはクエストに関連したボスモンスターが登場する。最近ではノラク洞窟と同様に、チートを使用した中国人ユーザーが海の奥にボスを移動させ、ワープしたら死亡しているというケースが多い。港側からはスキルが届かない位置に、ほかのアクティブモンスターと一緒に置かれていることが多く、なかなか対処できない場合が多い。（2011年以降は見られなくなった）クエスト依頼所あり。
- ドラコ砂漠

PK可能。Lv54以上の制限あり。マップ中央部に街があり、オアシスには釣りシステムを楽しむプレイヤーが集まっている。またアバロン島やパイトン城などで活動する上級者の拠点でもあると同時に、問題視されているフィールドでもある。ユーザー達はLv65～Lv76の12レベルの間、ここを拠点とせざるを得ないわけだが（Lv制限がある為）ドラコ砂漠におけるモンスターからの獲得経験値が非常に少ない為、レベルアップに苦行を強いられる。それが理由となってか上記のレベル帯のプレイヤーが低レベルプレイヤーをPKするという現象を引き起こしている。これは新規ユーザーの獲得面においてはマイナスとなっているので、早期の修正が待たれている。（クエスト依頼所から受けられる反復クエストやデッドフロントにより、レベルの上がりにくさが緩和されている）同時に、中国人ユーザーがBOT機能を使い、モンスターを全部持っていってすべて狩ってしまうという状況にもあり、さらに一般ユーザーが減っている。（2011年以降は見られなくなった）クエスト依頼所あり。
- パイトン城

PK可能。パーティプレイが盛んなエリアで、通称「城外」と呼ばれるエリアと「城内」と呼ばれるエリアに分かれる。「城外」はLv80以上、「城内」はLv85以上で要クエスト。ちなみに「城内」は非常に敵の攻撃が激しく、実質狩り場所として使えるようになるのはLv91～92ぐらいからである。「城内」にはクエストで倒す用の5つの銅像もある。7月25日のアップデートで拡張された。クエスト依頼所あり。
- 黒竜の墓場

PK可能。Lv95以上の制限あり。アズール・ナイトや、セジタ・ハンターにそっくりな敵などが多数出現する。クエスト依頼所あり。
- 呪われた迷宮

PK可能。Lv105以上の制限あり。プレイヤーキャラに似た敵やボスなどが出現する。主に「六角」「十字」「右上」「右下」などの狩場がある。1日クエスト、クエスト依頼所あり。
- アクアリス

PK可能。Lv115以上の制限あり。非常に敵が強い。「右」「左」「迷路」などの狩場がある。
- アキュライの廃墟

PK可能。Lv130以上の制限あり。プレイヤーに対しての状態異常を仕掛けてくる敵が多い。「透明（精霊）」「左下」「中央奥」などの狩場がある。現在は、ルドニの遺跡、バズの遺跡というPDがあり、ルドニの遺跡とバズの遺跡の1日クエストや、バズ連戦を募集するPTがブライケン城で見られる。1日クエストあり。
- 巡礼の空間

PK可能。Lv130以上の制限あり。プレイヤーを模したMOBが多数出現する。2008年3月5日のアップデートで実装された。狩場は「メニーズ」「古代左」「古代右」「街」など。1日クエスト、クエスト依頼所あり。
- デッドランド

PK可能。Lv150以上の制限あり。破滅の軍団と呼ばれる強力な力を持つモンスターの軍勢がトリエステ大陸への侵攻を企てている。Action5.5(2009年4月22日)に実装された。狩り場は「8の字」「祭壇前」「3の字」「右上」「左下」など
- 崇拝者の安息所

PK不可能。Lv150以上の制限あり。TOWERの入り口がある。一日クエストあり。

ここからは新デカになってからの情報。

・幻影の地
155レベル以上
[レアアイテムドロップ情報」攻撃10％リングをドロップ
アップグレードしていくと最大20%になる。

・アクアリス
115レベルからではなく160以上からいけるようになってます。
幻影の地へマップが移動。
[レアアイテムドロップ情報]アクアニックエンブレム・活力指輪ドロップ

・ドラビスフィールド
165レベル以上からのマップ
ここから経験値爆上がり。何倒しても経験値が美味しい。
ウォンビットは人気地帯。大体誰か狩りしてるイメージ。
狩りたかったら一声かけてみましょう。
[レアアイテムドロップ情報]　経験値リング

・シャングリラ
今まで紹介してきた中でトップで痛い。
PVE耐性60以上・バルバトス取得後に行くようなマップ。
火力がないと厳しい。装備面も整えておかないと結構痛い。
ボスからはプライヤー・ヘリオン武器箱・凝縮アゲイトのドロップを確認している。

## キャラクター
キャラクター外見は職業毎に固定しており、変更することはできない。1IDあたり12キャラクターまで作成可能。
アズール・ナイト
声: 加藤将之
　接近戦闘を主体とする前衛職。装備できる武器として剣(ソード)、棍棒(メイス)、斧(アックス)二刀流(デュアル)の4系統があり、さらにソード・メイス・アックスそれぞれに片手用と両手用が存在し、非常にバリエーションが豊富である。パーティーに対してのバフも存在し、火力、防御力、パーティー貢献度と安定感も随一である。
　装備が揃えば、PVP最強と謳われ、本国でもその使用者数は圧倒的で、日本においてもその人口は多い。
セジタ・ハンター
声: 釘宮理恵
　弓やクロスボウを使用した遠距離攻撃、短剣を使用した近接攻撃が出来る職。敏捷値が高くすばやい身のこなしと高いガード率が特徴。火力はあるが防御力が脆弱であり、戦闘中は常に体力に気をつかう必要がある。なお弓とクロスボウには攻撃速度と攻撃力に違いがある。（弓はクロスボウに比べて、攻撃力が低いが攻撃速度は速い）
　単純な攻撃力では全職で1番であるが、唯一パーティーバフをもたない存在でもあり、パーティーでの存在が薄いのも確かである。
インカル・マジシャン
声: 能登麻美子
　攻撃魔法を主体とした後衛職。炎系、氷系、雷系、無属性の攻撃魔法とその他の補助魔法を扱う。射程が長い上に範囲攻撃も多彩で、その攻撃力は強力なため適正なレベルの敵を相手にしている場合、そばに寄られる前に敵を打ち倒すことがほとんど。一時的に無敵になるスキル（当然こちらも攻撃できないが）や一定時間相手を隔離するスキルなどもあり、攻撃は多種に渡る。
　特に上位範囲魔法はエフェクトも派手で破壊力も抜群だが、PCスペックの低いプレイヤーは処理速度が追いつかずパソコンがフリーズすることもある。
セグナレ
声: 根谷美智子
　ウィップ(鞭)と呪術系魔法と、ヒーリング系魔法などを使う後方支援向きの職業であり、デカロン唯一のヒーラーである。中盤から「カースフィールド」という範囲攻撃スキルを取得する事によって絶大な範囲火力を発揮できるようになるが、それまでは厳しい。回復スキルと蘇生スキルによりPTでの需要はかなり高い。後半になれば、セグナレがいないとクリアが難関なダンジョンがほとんどになる。
　PvPは後半になるにつれて、自身の回復力よりも相手の火力が高く、さらにフィニッシュスキルが乏しい為、活躍は難しい。ただし、団体戦においては重要な役割であることには変わりない。
ビシャス・サマナー
声: 藤原啓治
　召喚魔法を主体とした万能職。さまざまな召喚獣(全10種類)を召喚することができる。ツインソード(双剣)・スタッフ(杖)が使え、スキルも分かれているため、近距離型・遠距離型どちらにでも育成可能。スタッフとツインソードの両方を駆使して戦うサマナーも多い。火力は高いのだが、体力が乏しい為注意が必要である。召喚獣はその召喚獣を呼び出すスキルのレベルによって外観と能力が変化していくようになっている。
　サマナーの最大の特徴である召喚獣は釣り狩り、放置狩り、共闘、PvPでの囮など幅広く活躍する。(しかし放置狩りは長時間狩場を占有することになるため批判の声が多い。)
バギ・ウォーリアー
声：杉田智和
　5月30日の大型アッデートで実装された。物理攻撃を行う前衛職。火力は中の下といったところだが、敵を弾き飛ばす（ノックバック）スキルを持ち、ズバ抜けた体力・防御力とクリティカルダメージで敵を打ち倒す。
　大器晩成型で初期の頃はレベル上げが辛い職業。後半になるにつれて真価を発揮するようになるが、範囲火力が不足している為、ソロプレイにおいては苦戦を強いられた。しかし、11月7日のアップデートにより範囲火力の不足感も解消された。後半は、すべての状態異常をキャンセルするスキル、相手の動きをとめ、更に回復すら不能にさせるスキルも存在する為、PvP最強と言われるほどの高い能力パフォーマンスを見せる。（韓国では不動のPvP最強職と公式見解）
アロケン（ALOKEN）
声：ゆかな
　日本では2009年2月18日のアップデートで実装されたキャラクター。槍を使って攻撃する。多彩なバフスキル(支援系スキル)や、ブロウ系のスキルが多いことから、アロケンが実装されてから、DF(デッドフロント)などでは、それまで重要な位置にいたヒーラーであるセグナレより、アロケンのほうが需要が高まった。
　対人戦、特にDKスクェア（多人数対人戦）ではアロケンがもつバフスキルがバランス崩壊させるほどのものであり、一方のチームだけにアロケンがいる状態であれば、そのチームが勝つことがほぼ確定になる。掲示板などでしばしば議論の的になるが、結局はゲームの仕様でバランスを崩壊させるバフであっても補助をするスタンスをとるプレイヤーが多い。そのためプレイヤーの多くに疎ましく思われる存在になっている。

以下実装日等不明・現段階把握していることだけ。

ドラゴンナイト
広範囲・バフ多数・耐久性能有・狩りには向いているがPVPでは難しそう。
マイスターによっては相手にデバフを入れて有利に立つ場面も有り？
本国では人気がない。可愛いだけが取り柄。
セジタシューター
狩り優秀・PVPでも優秀。どっちをとっても損はない。
ブラストは高火力、広範囲
ピアスは対人向け。熟練等上げるマスターもあり相手のガードやブロック率を常時下げることができる。
必中スキルは少ないが反射スキルで自分が被弾しているときに相手のシールドを削ることができ、攻撃することも可能。
高火力で反射もある有能な職。
ブラックウィザード
広範囲職でバフ多数。マジシャンの男バージョンっていうだけあってバフ系はマジシャンに近いがよくわからない。
やっている人も少ない。プライベートサーバーで強い人はいるが日本に強い人がいるかどうか。
耐久もでき、攻撃力も伸ばせるなら団体戦では強いかもしれない。
ケンセラサマナー
イメージ的には暗殺者。シャドーが30秒クールで今となってはクールカットまであるのでスキル打っては隠れてと繰り返せる
新しい戦い方の職業。ソウルリンクはあるがシャドーリベンジ等の耐久力アップのバフがないため扱いが難しい。
本国ではもっと強くしてくれと文句を言われている職であるが遠距離職を倒しに行くのにはとても有力な職の印象。
セグリパ
鎌をひたすら振り回す職。魔法攻撃・物理攻撃が選べる。
PVPをするなら間違いなく魔法系。デバフ有能だが使っている人を見たことがない。
物理でいけば狩りは全職ナンバー1火力間違いない。
なお死んでも復活できるので狩りではとても優秀（セグと同じ）
ハーフバギ
カタールとファルシオンを持つ女バギ
昔は強かったが今では目立ったものがない。
ファルシオンでスタンがあるものの状態異常抵抗等が普及したため、ただの低火力スキルと化している。
一般プレイヤーに対してＰＶＰ等では有効かもしれない。廃課金者等には全く効いている印象がない。